# Zakaria Brinsi
Zakaria Brinsi (* 22. Januar 1983) ist ein marokkanischer Fußballschiedsrichterassistent.
Seit 2019 steht Brinsi auf der Liste der FIFA-Schiedsrichter und ist an der Spielleitung internationaler Fußballspiele beteiligt, unter anderem in der CAF Champions League.
Brinsi wurde bei zwei Afrika-Cups eingesetzt. Beim Afrika-Cup 2022 in Kamerun und beim Afrika-Cup 2024 in der Elfenbeinküste leitete er insgesamt vier Spiele.
Zudem war er unter anderem Schiedsrichterassistent bei der Afrikanischen Nationenmeisterschaft 2023 in Algerien, bei der U-20-Weltmeisterschaft 2023 in Argentinien, in der afrikanischen WM-Qualifikation sowie bei diversen Qualifikations- und Freundschaftsspielen.